# Национальный атлас Украины
Национальный атлас Украины (укр. Національний атлас України) — научно-справочное официальное государственное издание, в котором отображены современные данные об Украине, он характеризирует природные условия и ресурсы, демографическую, экономическую, историческую ситуацию на Украине.

## Описание
Атлас состоит из шести разделов:
- Общая характеристика
- История
- Природные условия и природные ресурсы
- Население и человеческое развитие
- Экономика
- Экологическое состояние природной среды

## Данные
Атлас насчитывает 440 страниц форматом 35,2 х 47 см, 875 карт различного масштаба, почти 100 страниц текста, графики и фотографий. Тираж — 5 тыс. экз. Вес книги — ок. 6.5 кг. Дополнительно к атласу предоставляется книга с текстами и легендами карт на английском и русском языках. Также атлас имеет электронную версию, разработанную ТОВ Интеллектуальные систему Гео. Электронная версия создана — О. В. Терефера. Иллюстраторы: И. Б. Вахрушев, О. Г. Голубцов, Е. С. Дехтулинский, Я. П. Дидух, М. И. Довгич, А. С. Ивченко, С. В. Капустенко, И. Н. Коротченко, О. М. Малашевский, С. В. Межжерин, В. М. Минарченко, В. М. Пащенко, В. Г. Радченко, Н. О. Сира, Л. Ю. Сорокина, Р. О. Спиця, Е. И. Тимченко, В. П. Тхорик.